# Joachim Bornkamm
Joachim Bornkamm (* 27. Dezember 1948 in Göttingen) ist ein deutscher Jurist und war von 1996 bis 2014 zunächst Richter und von 2006 bis 2014 Vorsitzender Richter am Bundesgerichtshof.

## Leben
Bornkamm wuchs in Heidelberg auf und studierte anschließend in Freiburg, München, Lausanne und Oxford (Dipl. in Law). Seine Staatsexamina legte er 1973 in Freiburg und 1976 in Stuttgart ab und promovierte mit der Arbeit „Pressefreiheit und Fairness des Strafverfahrens“. Er trat 1977 in den höheren Justizdienst des Landes Baden-Württemberg ein und wurde Richter am Amtsgericht Freiburg im Breisgau. Er wurde 1979 zum Staatsanwalt, 1981 zum Richter am Landgericht Freiburg ernannt. In den Jahren 1981 bis 1983 war er Referent im Urheberrechtsreferat des Bundesministeriums der Justiz, 1985 bis 1988 als wissenschaftlicher Mitarbeiter an den Bundesgerichtshof abgeordnet. Ab 1989 war er Richter am Oberlandesgericht Karlsruhe (6. Zivilsenat). Seit seiner Ernennung zum Richter am Bundesgerichtshof im Jahre 1996 war er Mitglied des I. Zivilsenats; bis September 2009 war er zugleich Mitglied des Kartellsenats. Seit November 2006 war er Vorsitzender des I. Zivilsenats, von Januar bis Juli 2013 war er daneben Vorsitzender des Kartellsenats. Am 28. Februar 2014 trat Bornkamm nach Erreichen der Altersgrenze in den Ruhestand ein. Seit 1995 hat er einen Lehrauftrag, seit 2000 eine Honorarprofessur für Wettbewerbs- und Kartellrecht sowie Gewerblichen Rechtsschutz und Urheberrecht an der Albert-Ludwigs-Universität Freiburg. Im Mai 2013 wurde ihm die Ehrendoktorwürde der Universität St. Gallen verliehen. Er ist Autor zahlreicher Veröffentlichungen zum Urheber- und Markenrecht sowie zum Wettbewerbs- und Kartellrecht.